# Molophilus (Molophilus) pauperculus
Molophilus (Molophilus) pauperculus is een tweevleugelige uit de familie steltmuggen (Limoniidae). De soort komt voor in het Australaziatisch gebied.